# ویلسون کیپروگوت
ویلسون کیپروگوت (انگلیسی: Wilson Kiprugut؛ زادهٔ ۱۹۳۸) دونده دو نیمه‌استقامت اهل کنیا بود.